# Vicente Guillot
Vicente Guillot Fabián est né le 15 juillet 1941 à Aldaia. C'est un joueur de football professionnel espagnol actif pendant les années 1960.

## Biographie
Guillot est formé en 1959 dans l'équipe réserve de Valence, il y effectue deux saisons avant d'intégrer l'équipe première de Valence au cours de la saison 1961-1962. Il y fait 15 matchs et inscrit 4 buts et le club finit 7e du championnat. Dès sa première année chez les pros, Guillot remporte un titre européen, celui de la Coupe des villes de foires 1961-1962. Valence CF remporte la plupart des matchs de cette compétition sur des scores fleuves avec Nottingham Forest (2-0 ; 5-1), Lausanne-Sports (3-4 ; pas de match retour), contre l'Inter Milan en quart (2-0 ; 3-3), en demi contre le MTK Hungária FC (3-0 ; 7-3) et en battant le FC Barcelone en finale (6-2 ; 1-1). Il disputera ses premiers matchs en sélection et inscrira un triplé le 1er novembre 1962 au Stade Santiago Bernabéu contre la Roumanie en match de qualification pour le Championnat d'Europe de football 1964. Le 2 décembre 1962 dans le cadre d'un match amical, il marque pour l'Espagne contre la Belgique.
La deuxième saison de Guillot à Valence est bénéfique car il remporte une nouvelle fois la Coupe des villes de foires en 1963 en battant en finale le Dinamo Zagreb (1-2 ; 0-2). En championnat, le club finit encore une fois 7e et Vicente prend part à 28 matchs et marque 8 buts, seule ombre au tableau il se fait expulser lors d'un match cette saison.
Valence est tout près de réussir l'exploit de remporter pour la troisième fois de suite la Coupe des villes de foire mais est terrassé en finale par le Real Saragosse 2-1, le club prend la 6e place au Championnat et Guillot dispute 15 matchs et inscrit 8 buts. Il est sélectionné pour disputer l'Euro 1964 et remporte le championnat avec son pays.
La saison 1964-1965 est bonne pour Guillot et son équipe, il améliore leur position en championnat en terminant 4e, Vicente dispute 23 matchs, marque à 8 reprises et effectue sa dernière sortie sur la scène internationale avec son pays. Le club a un « coup de chaud » lors de la saison 1965-1966 et termine à une décevante 9e place, Guillot fait 27 matchs et fait évoluer son compteur à 6 buts, il obtiendra son deuxième et dernier carton rouge lors de cette saison.
Valence se réveille à la saison 1966-1967 et remporte la Coupe d'Espagne de football en dominant l'Athletic Bilbao 2-1 et prend la 6e place du championnat; Guillot en profitera pour inscrire 6 buts en 2 matchs. Valence prend la 4e position à la fin du championnat et est éliminé de la Coupe d'Europe des vainqueurs de coupe de football 1967-1968 en quart de finale, Guillot marque 6 buts en 14 matchs.
Guillot est ensuite absent de la saison 1968-1969 et revient pour la saison 1969-1970 en faisant 9 matchs et en inscrivant 4 buts.
Guillot quitte son club formateur pour rejoindre le Elche CF pour la saison 1970-1971, il fait 14 matchs et marque 2 buts mais le club est relégué en seconde division en terminant 15e.

## Palmarès
- Coupe des villes de foires : 1961-1962, 1962-1963 (2 fois)
- Coupe d'Espagne de football : 1966-1967